# Transfiguratiekathedraal (Tambov)
De Transfiguratiekathedraal (Russisch: Спасо Преображенский собор) is een Russisch-orthodoxe kathedraal in de stad Tambov in Rusland. De kathedraal werd gebouwd in de jaren 1694-1783 in het centrum van de stad. De kathedraal verenigt het overheersende Russische kathedraalmodel -vierkante grondvorm, een centrale koepel met op elke hoek vier kleinere koepels- met decoraties van de Europese rococo, waartoe ook de pastelgroene kleurstelling te rekenen valt. Afwijkend is echter een toegevoegd travee van dezelfde hoogte en een lager schip dat aansluit op het hoofdportaal.

## Geschiedenis
In 1694 werd met de bouw van de kathedraal begonnen op instigatie van de toenmalige bisschop Pitirim van Tambov. De kathedraal moest op dezelfde plaats een kleine houten Transfiguratiekerk vervangen. Nog voor de voltooiing van de kathedraal stierf de bisschop, hij werd in de buurt van de kathedraal begraven. Pas in 1783 werd het grootste kerkgebouw van Tambov voltooid dankzij de hulp van Matvej Borodin, een plaatselijke handelaar. In 1812 werd op honderd meter afstand van de kathedraal een klokkentoren opgericht. In het begin van de 20e eeuw bezochten tsaar Nicolaas, groothertogin Elizaveta Fjodorovna Romanova en Johannes van Kronstadt de kathedraal.

## Sovjet-periode
Op last van de bolsjewistische overheid werd de kathedraal net als de meeste andere kerken gesloten in 1929. In het gebouw werd een regionaal museum ondergebracht. In 1931 werd de klokkentoren gesloopt. Op 14 mei 1974 werd de kathedraal erkend als een monument van lokale betekenis.

## Heropening
Na de ineenstorting van de Sovjet-Unie werd in 1991 besloten de kathedraal terug te geven aan de gelovigen. In de daaropvolgende jaren werden de kruisen weer op de koepels geplaatst, keerde de kathedraal terug naar het bisdom van Tambov en werd de toren heropgebouwd.